# Zemský okres Nordhausen
Zemský okres Nordhausen (německy Landkreis Nordhausen) je zemský okres v německé spolkové zemi Durynsko. Sídlem správy zemského okresu je město Nordhausen. Má přibližně 85 tisíc obyvatel. 

## Města a obce
Města:
1. Bleicherode
2. Ellrich
3. Heringen/Helme
4. Nordhausen

Obce:
1. Görsbach
2. Großlohra
3. Harztor
4. Hohenstein
5. Kehmstedt
6. Kleinfurra
7. Lipprechterode
8. Niedergebra
9. Sollstedt
10. Urbach
11. Werther